# Salon des royaumes
Le Salon des royaumes (en espagnol, Salon de Reinos et Salon grande) est un musée au cœur de Madrid. Le bâtiment est le corps principal du palais du Buen Retiro construit entre 1630 et 1635, il abrite les collections royales de peintures aujourd'hui conservées au musée du Prado. 

## Historique
Le salon doit son nom aux écus des 24 royaumes qui y sont peints et qui représentent les territoires sous le contrôle de la monarchie espagnole du temps de Philippe IV d'Espagne. Aujourd'hui, l'édifice est également connu sous le nom de musée de l'armée qui y fut abrité jusqu'à son déménagement à l'Alcázar de Tolède. Avec le Casón del Buen Retiro, le Salon des royaumes est l'unique vestige architectural qui subsiste de l'ancien palais.

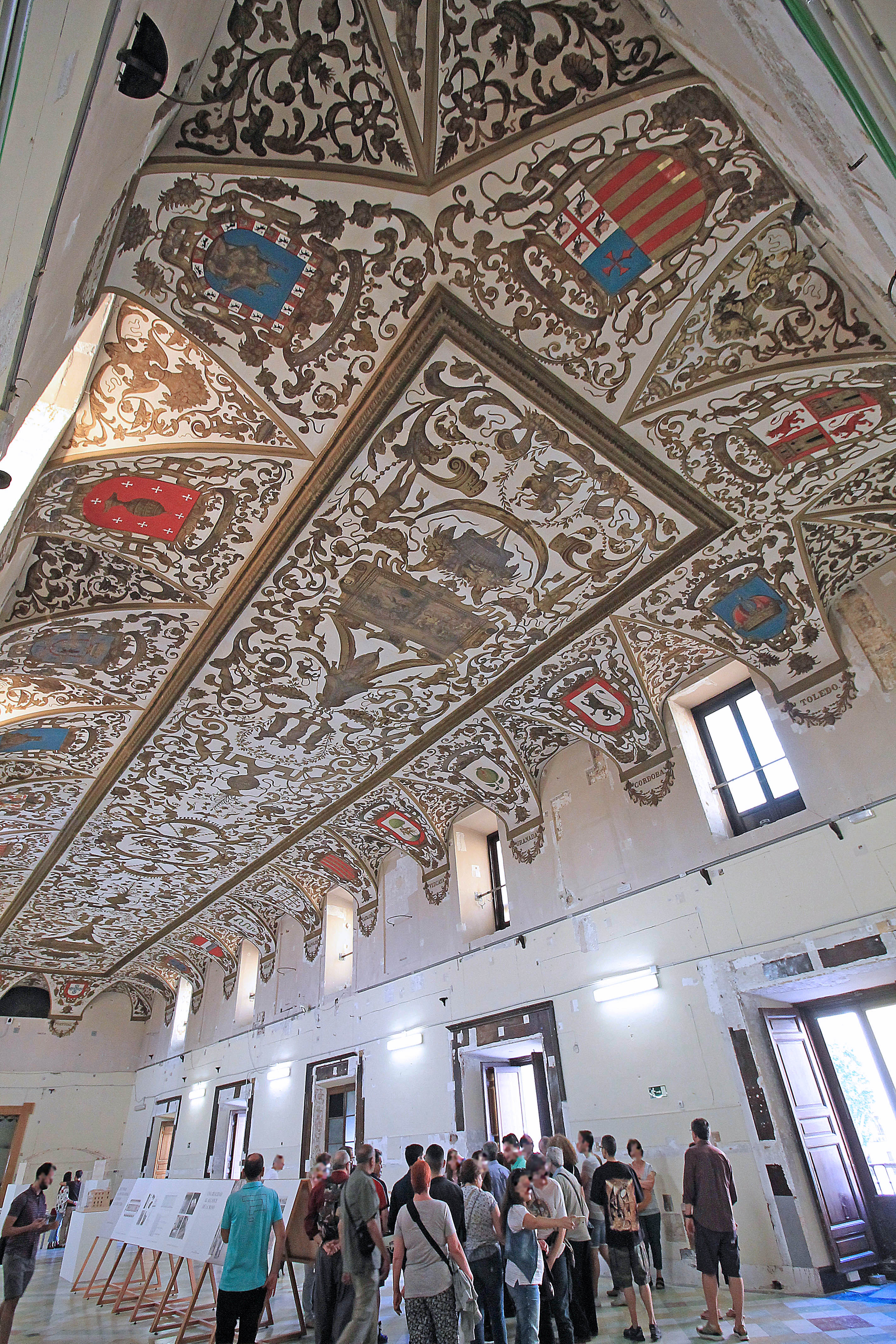
Intérieur.

Initialement il est conçu comme salle de divertissement royale, mais quand on décide de transformer le Buen Retiro un vrai palais il lui fut ajouté une fonction cérémonielle, comme pour le Salon du trône. Le Salon n’abandonna jamais sa fonction festive, il est utilisé pour des spectacles et des soirées, exploitant son balcon circulaire qui permettait d'observer les fêtes d'en haut. Comme Salle du trône il devait impressionner les ambassadeurs et membres distingués des cours étrangères européennes qui sont accueillis au palais. Ceci explique sa décoration dense qui est la plus somptueuse de tout le complexe palatial. Bien illuminé par de nombreuses fenêtres, alternant avec des tables de marbre ornées de lions en argent, le toit est recouvert de grotesques. De plus, les murs sont ornés d'une décoration picturale pleine de symboles politiques dont l'objectif est l'exaltation du roi Philippe IV. On ignore qui est l'auteur du programme décoratif et de l'iconographique du Salon, mais il ne fait aucun doute que le responsable ultime a été le comte duc d'Olivares en personne, secondé par Jerónimo de Villanueva (es), qui offrit les lions et effectua les paiements. Il reçurent l'assentiment intellectuel de Francisco de Rioja et l'appui des peintres les plus proches du monarque, Juan Bautista Maíno et Velázquez.
Le Salon des royaumes, et celui des Fêtes (Casón du Buen Retiro contemporain), furent les uniques salles qui résistèrent aux intenses bombardements et attaques effectués par les Français durant l’invasion napoléonienne, entre 1808 et 1814. L’aspect de l’édifice fut profondément modifié par les transformations du XXe siècle une fois terminée la Guerre d'indépendance espagnole.
Longtemps, l'édifice accueille le musée de l'armée. Au début du XXIe siècle le Ministère de la Culture d'Espagne déménagea ce musée à l'Alcázar de Tolède, et fit dépendre le Salon des Royaumes du Musée du Prado, comme le Casón. L'idée initiale était de rendre au Salon des Royaumes sa décoration d'origine, ce qui était relativement simple, mais qui aurait nécessité d'enlever au musée du Prado certaines de ses toiles emblématiques telles que la Reddition de Breda. D'autres critiques concernaient la mauvaise exploitation de l'espace pour un Salon presque vide.
L'option finalement retenue fut de le destiner avec ses annexes à des expositions temporaires

## Distribution du Salon

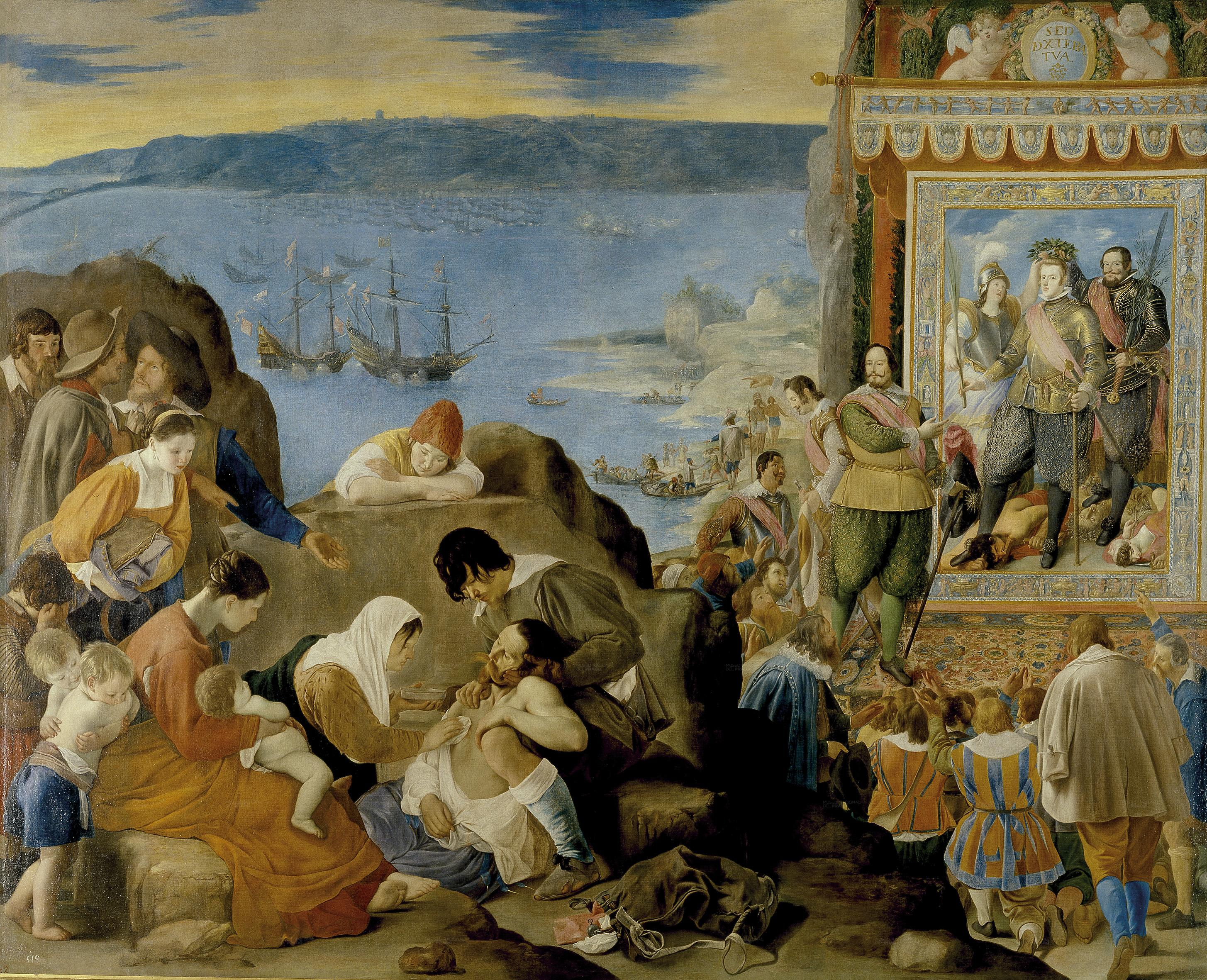
Récupération de Salvador de Bahía en 1625, par Juan Bautista Maíno est une des toiles de batailles que décoraient le Salon des Royaumes.

Le Salon est rectangulaire, avec des portes sur ses petits côtés. Sur les côtés nord et sud étaient exposées 12 scènes (dont une perdue) sur les batailles gagnées par l'armée de Philippe IV dans les premières années de son règne. Entre ceux-ci et sur les fenêtres basses du salon était disposées dix tableaux représentant les travaux d'Hercule, peints par Zurbarán, qui suggéraient les exploits du Roi. les Habsbourg se considéraient comme descendants de ce héros civilisateur.
Les toiles de batailles furent réalisées tant par des peintres de l'ancienne génération (Vicente Carducho et Eugenio Cajés, qui avaient travaillé pour Philippe III) que par ceux de la nouvelle, formés au naturalisme, comme Juan Bautista Maíno, Zurbarán, appelé expressément depuis Séville, Antonio de Pereda, Diego Velázquez, favori de Philippe IV, et d'autres comme Jusepe Leonardo (es) et Félix Castelo (es), qui réalisèrent ici leurs premières œuvres d'importance.
Aux extrémités est et ouest se trouvaient les portraits, réalisés par Velázquez, de la famille royale. La série était composée par les portraits équestres de Philippe III et de son épouse, Marguerite d’Autriche, situées sur le mur ouest ; et ceux de Philippe IV et de son épouse Elisabeth de France sur le côté est, où se trouvait l'entrée principale du Salon. Entre eux et au-dessus de la porte, était exposé le portrait du prince héritier de la couronne, le prince Baltasar Carlos. La distribution et localisation choisie voulait mettre en avant le concept de monarchie héréditaire et de continuité dynastique.
Respectant les titres du monarque du moment, Philippe IV, les blasons représentés étaient ceux de ses vingt-quatre royaumes qui composaient sa monarchie: Aragon, archiduché d'Autriche, seigneurie de Biscaye, duché de Bourgogne, duché de Brabant, Castille et León, principauté de Catalogne, Cordoue, comté de Flandre, Galice, Grenade, Jaén, Mexique, duché de Milan, Murcie, Naples, Navarre, Pérou, Portugal, Sardaigne, Séville, Sicile, Tolède et Valence (Philippe IV aussi détenait les titres de comte de Habsbourg, de comte de Tyrol et de seigneur de Molina, entre autres).

## Tableaux du Salon
L'ordre des portraits des rois et les tableaux de batailles dans le Salon, suivait la reconstruction établie par José Álvarez Lopera, sur la base de l'ouvrage Silva topográfica de Manuel de Gallegos et de l'inventaire de 1701, et serait la suivante :

### Mur ouest (entrée principale du Salon des Royaumes)

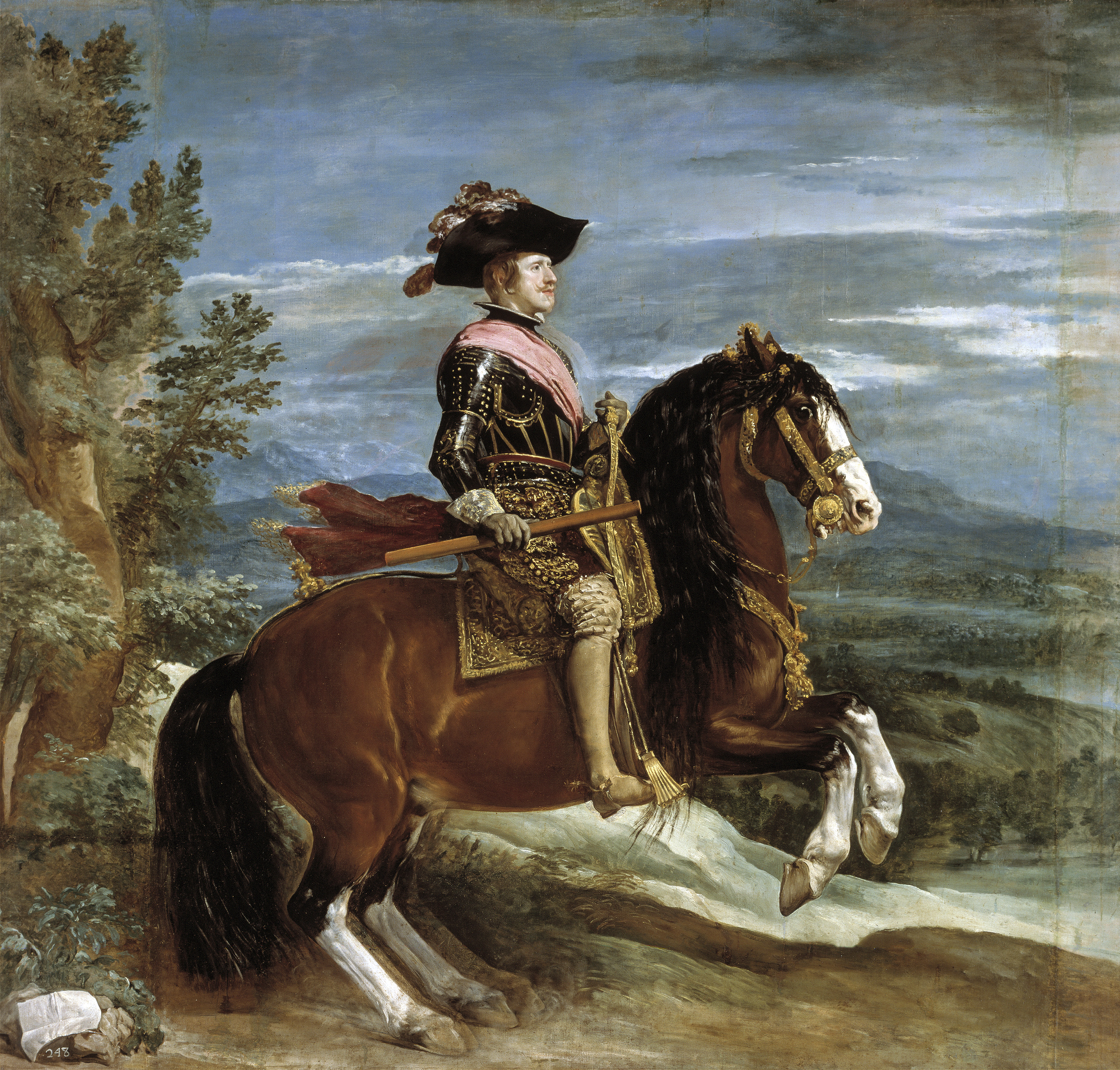
Philippe IV équestre, par Velázquez (Musée du Prado).

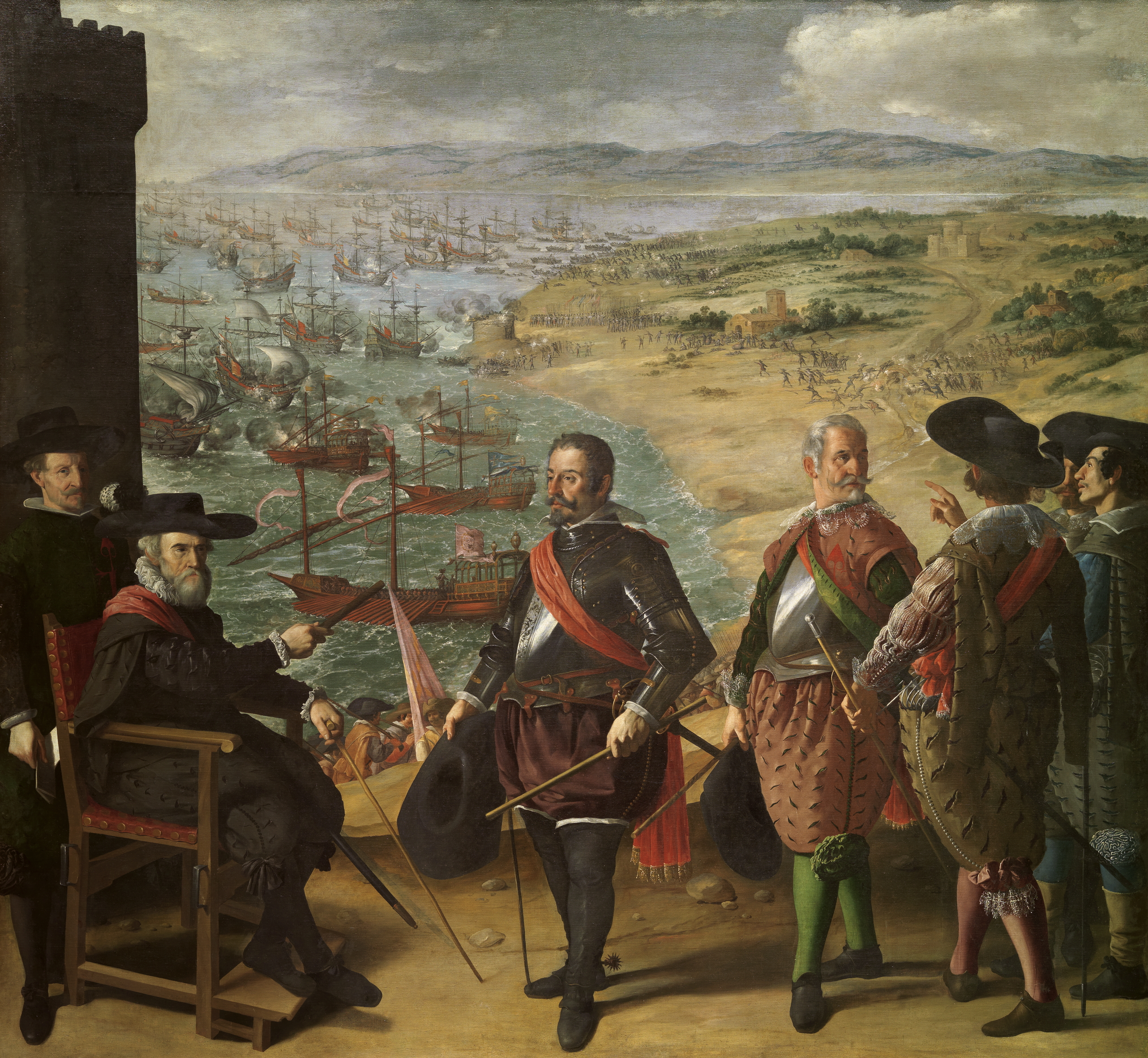
La défense de Cádiz contre les Anglais, œuvre de Zurbarán (Musée du Prado).

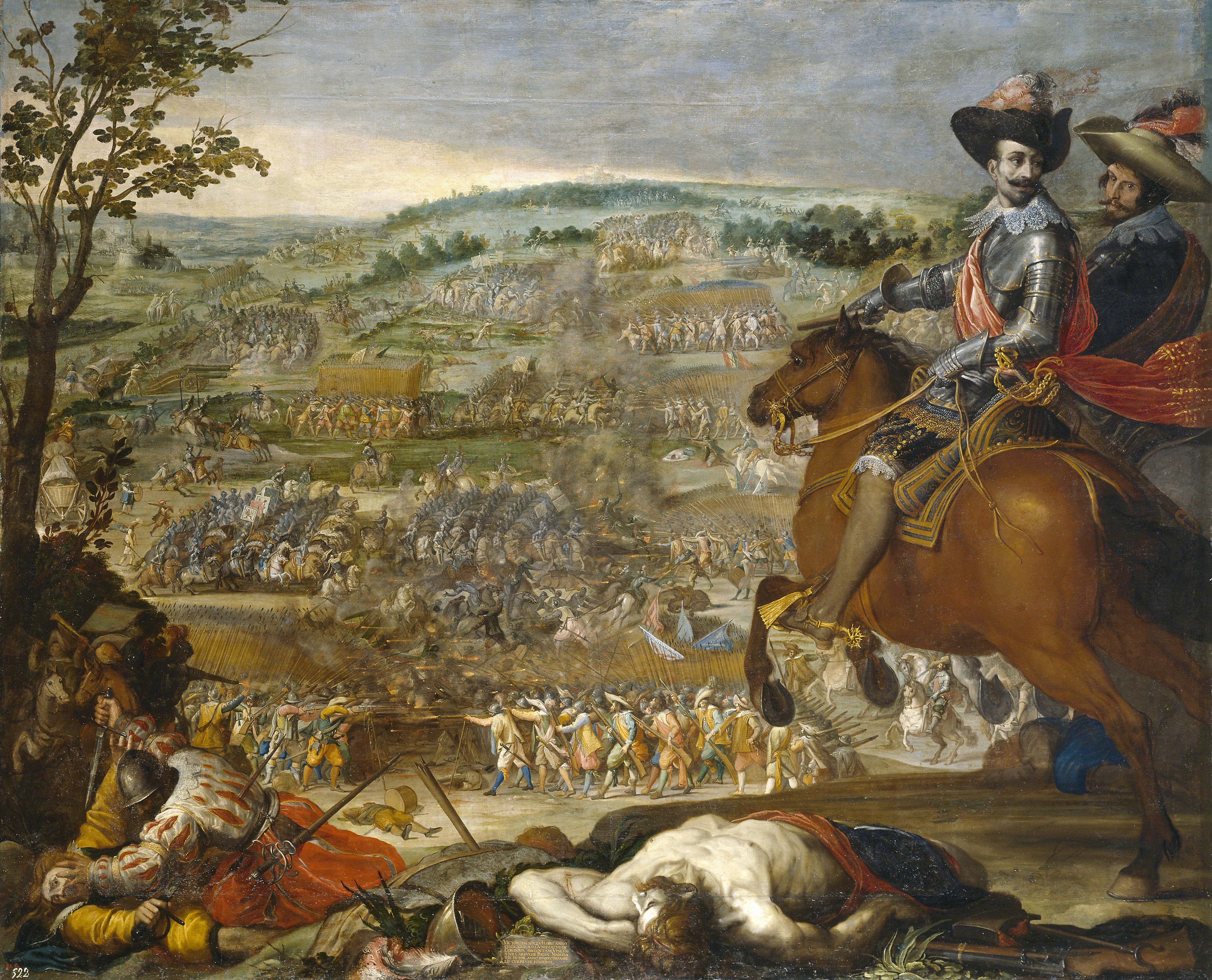
La victoria de Fleurus, œuvre de Vicente Carducho (Musée du Prado).

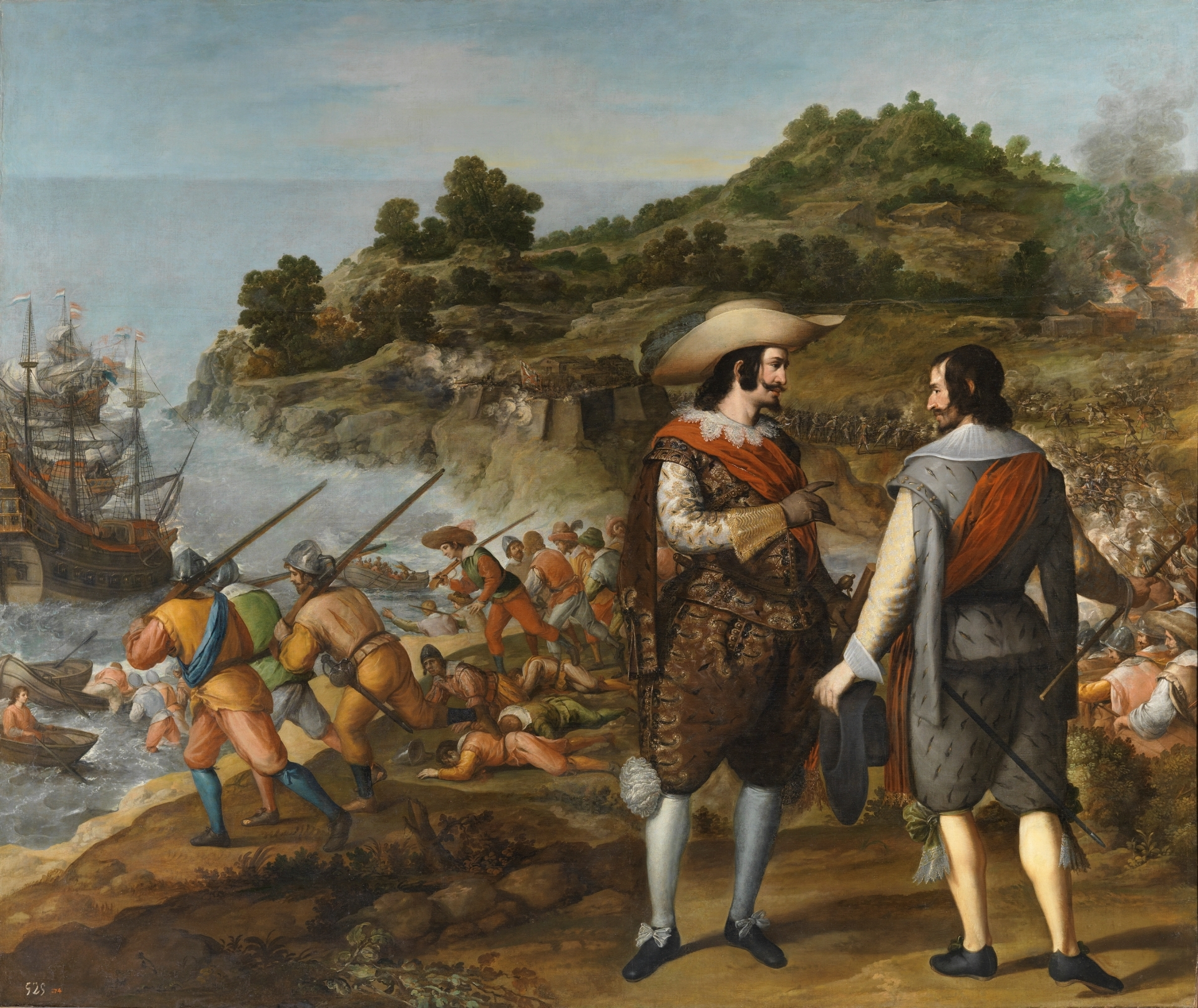
La récupération de l'Île de Puerto Rico par don Juan de Haro, de Eugenio Cajés (Musée du Prado).

- Philippe IV à cheval, huile sur toile (303 x 317 cm), Musée du Prado. le 14 juillet 1634 Velázquez signa le dernier reçu de 2500 ducats pour des peintures de sa main qu'il avait réalisé pour le Grand Salon, et autres 18 toiles « de main étrangère » que l'année antérieure il avait donné pour la décoration du palais, parmi elles la Dánae de Titien. Ces peintures de main propre, réalisées en un temps très court, étaient La Reddition de Breda et les cinq portraits équestres de la famille royale qui devaient occuper les murs étroits de la salle. Cependant, il semble que Velázquez se réserva les portraits de Philippe IV et du prince, entièrement autographes, confiant les trois restants à l'atelier, avec quelques retouches de sa main. le roi apparaît sur le fond lumineux de la Sierra de Guadarrama. Il pause de profil sur le cheval cabré ; sa cuirasse brille, il porte un bâton et lève les rênes d'une main, symbole du contrôle de la furie de l'animal et représentation du contrôle sur le peuple. L'expression impassible du monarque est le reflet de l’étiquette protocolaire du moment, une image de majesté et noblesse). le vieillissement de la toile a rendu transparentes les corrections des jambes du cheval et du buste du roi.

- Isabelle de Bourbon à cheval, huile sur toile (301 x 314 cm), Musée du Prado. Œuvre de Velázquez avec la participation de l'atelier. L'idée que Velázquez eut retouché une peinture antérieure d'un peintre plus ancien, méticuleux dans la description du costume de la reine et la draperie du cheval, selon ce qu'ont soutenu de nombreux critiques, est en contradiction avec ce que montre la radiographie, qui laisse voir une première peinture du ventre du cheval avec son harnachement et un habit de la reine beaucoup plus simple. Postérieurement, et en même temps que Velázquez faisait des retouches de la tête de la reine et des jambes du cheval, un autre peintre plus patient ajouta les bordures minutieuses du vêtement et la draperie, occultant avec elles des parties du cheval qui avaient déjà été peintes.

- Le Prince Baltasar Carlos à cheval, huile sur toile (209 x 173 cm), Musée du Prado. œuvre entièrement autographe de Velázquez. le prince, de six ans, monte un poney vu depuis en contre plongée, ce qui destinait le tableau à un lieu élevé, produisant une déformation évidente de l'animal. le tableau fut peint avec très peu de pigment, appliqués en couches quasi transparentes appliqués directement sur la préparation blanche, que l'on perçoit dans les montagnes. La figure du prince et le cheval furent peints avant le paysage, de façon qu'ils soient clairement séparés du fond. Il s'en détachent par l’application de glacis qui complète la sensation de profondeur que produit l'alternance dans le paysage de bandes illuminées et sombres.

### Mur est (Salle du trône)
- Philippe III à cheval, huile sur toile (300 x 314 cm), Musée National du Prado. Œuvre de Diego Velázquez avec une importante participation de l'atelier. Il y eut beaucoup de spéculation sur ce portrait et sur son pendent, celui de la reine Marguerite. Ce dernier avait été mis en relation avec une commande déjà passée à Velázquez en 1628 qui lui servit de modèle pour un portrait précédent de Bartolomé González, les études techniques réalisés au Musée du Prado démontrent que les cinq portraits de la série furent réalisées en même temps, employant la même préparation du toile et des pigments identiques. Velázquez dut confier son exécution à un peintre qui, connaissant sa technique, était plus minutieux que le maître sévillan. Ce fut le même, et peut-être sur indication de Velázquez, qui rectifia la position du bras du monarque, qui fut complété postérieurement par Velázquez de quelques retouches, rehaussant le cheval et ajoutant des touches de lumière par des glacis sur l'habit du roi. Plus tard, comme le démontre la position qu'occupait un ancien numéro d'inventaire, des bandes parfaitement visibles furent ajoutées aux extrémités afin que le tableau eût les mêmes dimensions que le portrait de Philippe IV. À cette occasion, peut-être déjà au XVIIIe siècle et lors du déménagement des tableaux au nouveau palais, des zones de paysage peintes par Velázquez furent masquées.

- La Reine Marguerite d'Autriche à cheval, huile sur toile (297 x 309 cm), Musée National du Prado. comme l'antérieur, œuvre de Diego Velázquez avec une importante participation de l'atelier. Sur le modèle créé par l'atelier, Velázquez repeignit avec touches très lâches les zones du cheval, initialement très détaillées. La même fluidité des tracés s'observe sur le remodelage de la tête de la reine, mais le processus fut inversé dans la crinière cheval et sur certaines zones du paysage. Le remodelage cache des peintures sous-jacentes exécutés avec une technique plus lâche et qui sont peut-être de Velázquez.

### Mur nord

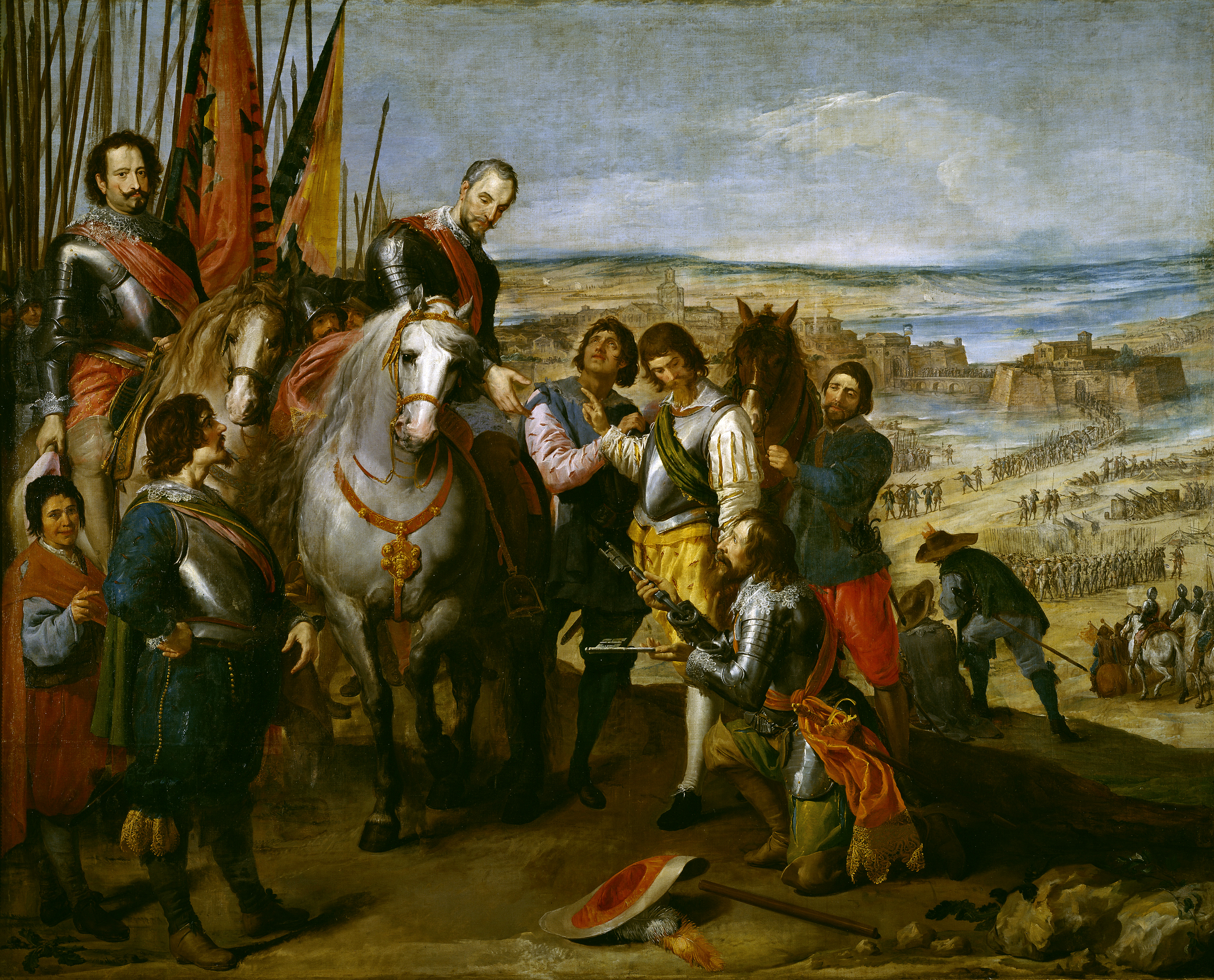
La reddition de Juliers, œuvre de Jusepe leonardo.

- L'Expulsion des hollandais de l'Île de San Martín par le marquis de Cadreita, de Eugenio Cajés, perdu.
- La Victoire de Fleurus, de Vicente Carducho, huile sur toile (297 x 365 cm), Musée National du Prado.
- Le Secours de la forteresse de Constance, de Vicente Carducho, huile sur toile (297 x 374 cm), Musée National du Prado.
- Le Siège de Rheinfelden, de Vicente Carducho, huile sur toile (297 x 357 cm), Musée National du Prado.
- La Récupération de l'Île de Puerto Rico par don Juan de Haro, d'Eugenio Cajés, huile sur toile (290 x 344 cm), Musée National du Prado.
- La Récupération de l'Île de San Cristóbal par don Fadrique de Toledo, de Félix Castelo (es), huile sur toile (297 x 311 cm), Musée National du Prado.

### Mur sud

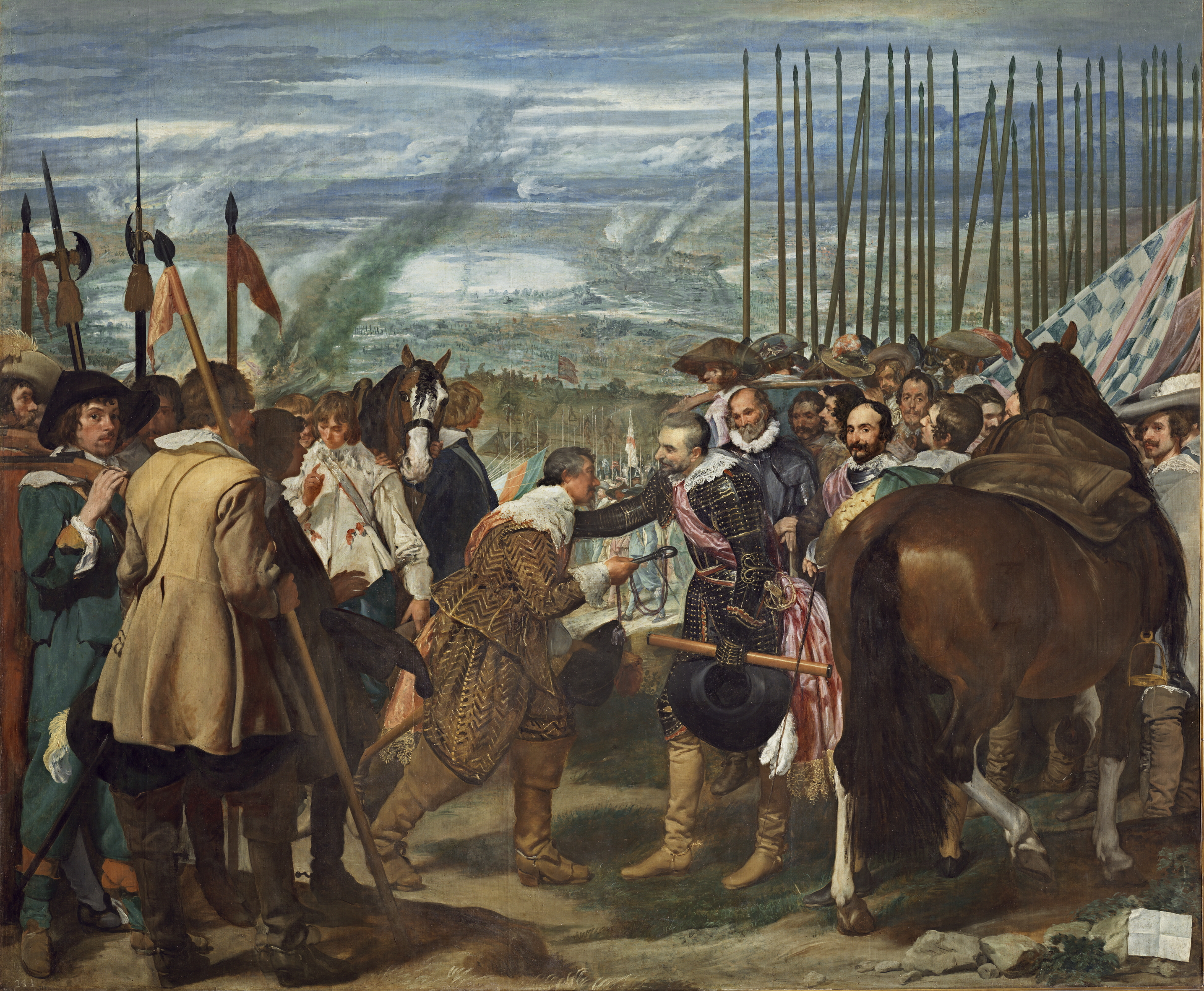
La reddition de Breda, de Velázquez.

- Le Secours de Brisach, de Jusepe Leonardo (es), huile sur toile (304 x 360 cm), Musée National du Prado.
- Le Secours de Gênes par le second Marquis de Santa Cruz, de Antonio de Pereda y Salgado, huile sur toile (290 x 370 cm), Musée National du Prado
- La Reddition de Breda, de Diego Velázquez, huile sur toile, Musée National du Prado.
- La Reddition de Juliers, de Jusepe Leonardo, huile sur toile, (307 x 381 cm), Musée National du Prado.
- La Récupération de Bahía, de Juan Bautista Maíno, huile sur toile (290 x 370 cm), Musée National du Prado.
- La Défense de Cadix contre les Anglais, de Zurbarán, huile sur toile, (302 x 323 cm). Musée National du Prado.

Sur les fenêtres les tableaux des travaux d'Hercule furent peints par Zurbarán:
- Hercule et le taureau de Crète.
- Lutte d'Hercule avec Antaeus.
- Lutte d'Hercule avec le sanglier d'Erymanthian .
- Hercule dévie le cours de l'Alpheus.
- Hercule et le Cerbère.
- Hercule lutte avec le lion de Némée.
- Hercule lutte avec la hydre de Lerne.
- Hercule ferme le détroit de Gibraltar.
- Hercule donne la mort au roi Geryon.
- Mort d'Hercule.

Toutes sont des huiles sur toiles, avec de dimensions approximatives 130 x 160 cm, conservées au Musée National du Prado.